# 葉焼け

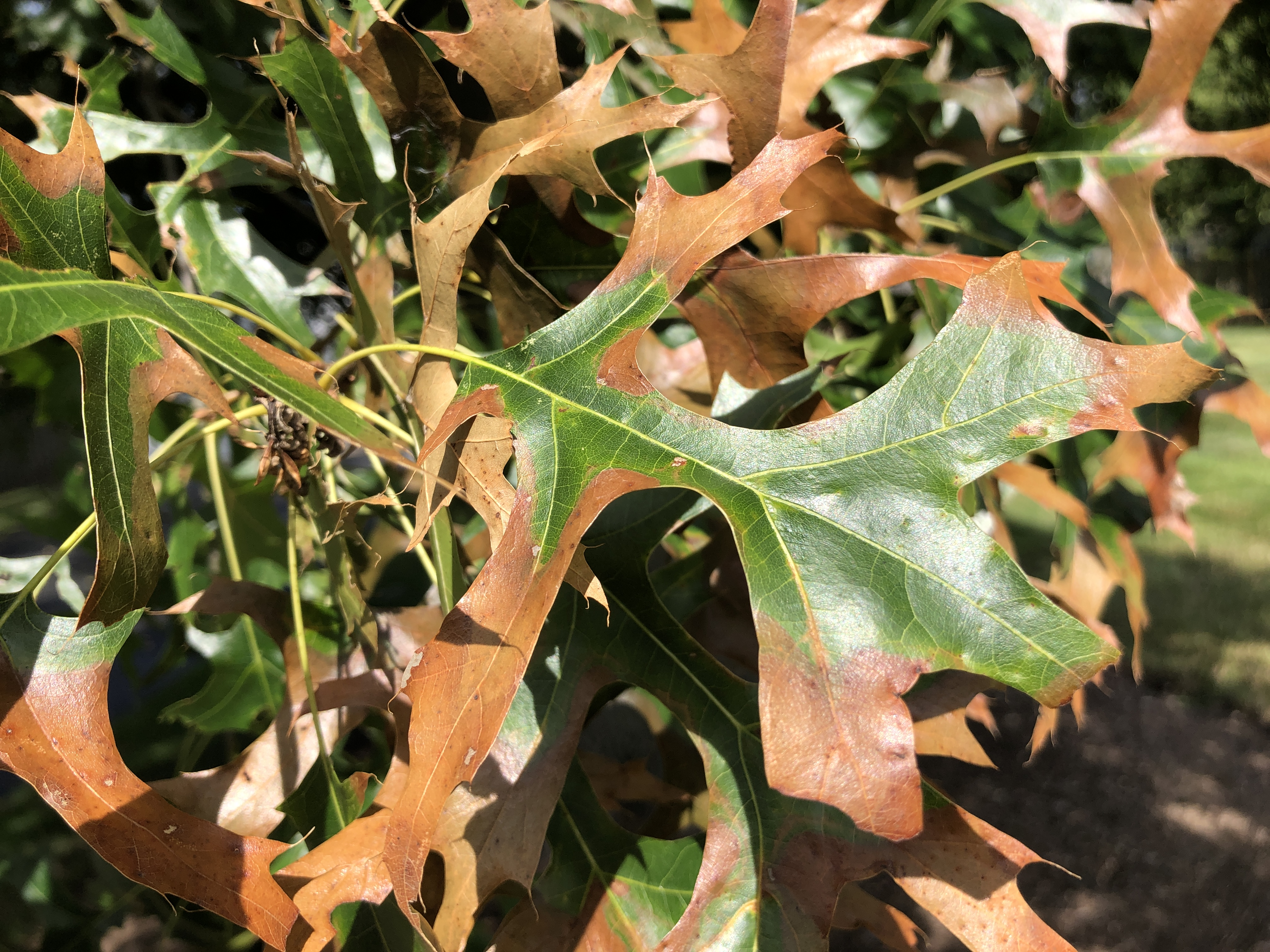
葉焼けして褐変したカシの木。

葉焼け（はやけ、英：Leaf scorch）は、園芸用語で、植物の葉が何らかの原因で変色した状態を指す。主に観葉植物に対して使われるが、野菜や果樹にも葉焼け被害は出る場合がある。

## 原因
葉焼けの主な原因は、直射日光を長時間浴びた、直射日光をあまり好まない植物を屋内、屋外問わず、直射日光下に置いたなどがある。メカニズムとしては、植物は強光下では光合成に利用される光エネルギーが飽和状態になり、その飽和状態のエネルギーは、多くの活性酸素を発生させる。活性酸素の大量発生は植物の細胞に対し、遺伝形質を変化させたり、植物の細胞を破壊したりと影響を及ぼし、葉焼けの原因になる。これが大きくなると目視できるようになり、結果として葉焼けが発生する。また、日陰を好む植物を直射日光下において発生した葉焼けも基本出来には前述した同じような現象が発生している。特に耐陰性の高い植物は、光エネルギーの飽和点がより低くなっている場合が多く、このことから直射日光でより葉焼けをしやすくなっている。（観葉植物は日陰を好む種が多い）
観葉植物の場合、観賞価値が大きく落ちてしまう。また、葉焼けは短時間で一気に発生する場合が多い。広義での葉焼けは肥料焼けも含む。植物に栄養分を供給する重要な役割のクロロフィルが破壊されるため、植物が弱り最悪枯死してしまう恐れもある。
他の原因として水切れや、肥料の過剰施肥なども原因にある。

## 対策
有効な対策としては、
1. 少しずつ光の当たる環境へ移動させる。（徐々に外の光量に慣らす）
2. 葉水を行う。（熱が籠るのを防ぎ、蒸散を促進させる）
3. 遮光ネット、寒冷紗を用いる（光量を減らし、室内と同じ光量条件にする）
4. 樹木の場合は適期に正しい剪定を行う（内部まで光が届くようにして、光に慣らしておく。）

などがある。